# Kensington (Nuevo Hampshire)
Kensington es un municipio (en inglés, town) del condado de Rockingham, Nuevo Hampshire, Estados Unidos. Tiene una población estimada, a mediados de 2021, de 2096 habitantes.

## Geografía
El municipio está ubicado en las coordenadas 42°55′58″N 70°57′51″O / 42.93278, -70.96417 (42.93287, -70.964273). Según la Oficina del Censo de los Estados Unidos, Kensington tiene una superficie total de 31.03 km², de la cual 30.99 km² corresponden a tierra firme y 0.04 km² son agua.

## Demografía
Según el censo de 2020, en ese momento había 2095 personas residiendo en Kensington. La densidad de población era de 67.6 hab./km². El 93.5% de los habitantes eran blancos, el 0.3% eran afroamericanos, el 0.1% eran amerindios, el 0.9% eran asiáticos, el 0.8% eran de otras razas y el 4.4% eran de una mezcla de razas. Del total de la población, el 1.6% eran hispanos o latinos de cualquier raza.